# Adrián Campos jr.
Adrián Campos jr. (* 5. Oktober 1988 in Valencia) ist ein spanischer Rennfahrer. Er trat 2011 in der Auto GP an. Sein Vater ist der Anfang 2021 verstorbene Rennfahrer und Teambesitzer Adrián Campos.

## Karriere
Campos begann seine Motorsportkarriere 2003 im Kartsport und blieb bis 2004 in dieser Sportart aktiv. 2005 wechselte er in den Formelsport und wurde Sechster der spanischen Formel Master Junior. Außerdem debütierte er für das Team seines Vaters, Campos Racing in der spanischen Formel-3-Meisterschaft und startete bei einem Rennen. 2006 blieb er in der spanischen Formel 3 und trat für Escuela Profiltek-Circuit an. Er wurde 18. in der Gesamtwertung und Dritter in der Wertung Copa de España. 2007 kehrte er in das Team seines Vaters zurück und erreichte mit zwei zweiten Plätzen als beste Resultate den zehnten Gesamtrang. 2008 gelang Campos der erste Sieg in der spanischen Formel 3. Während sein Teamkollege Germán Sánchez den Meistertitel gewann, wurde er Achter. 2009 blieb er beim Team seines Vaters in der inzwischen in European F3 Open umbenannten Meisterschaft. Campos gewann in dieser Saison zwei Rennen und belegte den vierten Platz in der Fahrerwertung. Sein Teamkollege Bruno Méndez gewann den Meistertitel.
2010 verließ Campos Europa und wechselte in die nordamerikanische Indy Lights. Er startete als Teamkollege von James Hinchcliffe für das Team Moore Racing. Während Hinchcliffe Vizemeister wurde, belegte der Spanier mit drei vierten Plätzen als beste Resultate den sechsten Platz in der Meisterschaft. Außerdem wurde er hinter dem Meister Jean Karl Vernay zweitbester Neuling. 2011 kehrte Campos nach Europa zurück und wechselte zum Team seines Vaters in die Auto GP. Im Training des ersten Rennwochenendes in Monza hatte Campos einen schweren Unfall, bei dem er sich zwei Wirbel brach. An den ersten drei Rennwochenenden musste er daher verletzungsbedingt pausieren. Am Saisonende lag er auf dem 16. Gesamtrang.

## Karrierestationen
| - 2003–2004: Kartsport - 2005: Formel Master Junior (Platz 6) - 2005: Spanische Formel 3 | - 2006: Spanische Formel 3 (Platz 18) - 2007: Spanische Formel 3 (Platz 10) - 2008: Spanische Formel 3 (Platz 8) | - 2009: European F3 Open (Platz 4) - 2010: Indy Lights (Platz 6) - 2011: Auto GP (Platz 16) |